# Asphalt Jungle (groupe)
Pour les articles homonymes, voir Asphalt Jungle.
Asphalt Jungle est un groupe de punk rock français, originaire de Noisy-le-Sec, en Seine-Saint-Denis. Formé en 1977, le nom du groupe fait référence au titre original du film Quand la ville dort réalisé par John Huston.  Le groupe se dissout en 1979. Bien qu'éphémère, il est considéré par la presse comme l’un des pionniers du punk français.

## Biographie
Formé en 1976 par le jeune critique rock Patrick Eudeline (vingt-deux ans),, qui publie dans Best depuis l'été 1974, et le guitariste Rikky Darling à la suite d'une apparition scénique d'Eudeline mouvementée à Noisy-le-Sec, en Seine-Saint-Denis (jet de canettes de Tourtel sur scène), Asphalt Jungle est l'un des premiers groupes punk français. Le groupe est l'auteur de trois singles (le premier Deconnection, le deuxième Planté comme un privé en 1977, et le troisième Poly Magoo en 1978) et de morceaux qui ont figuré sur des compilations (notamment Skydog Commando et Le Rock d'ici à l'Olympia). La section rythmique a évolué tout au long de l'histoire du groupe, avec le passage de futurs Gazoline, Desperados et Metal Urbain.
Marqué par The Clash, The Velvet Underground, The Stooges ou Kim Fowley, des français comme Ronnie Bird ou Hector et ses Médiators, puis par The Flamin' Groovies ou les New York Dolls, ce groupe est l'un des premiers à avoir tenté sans grand succès l'adaptation du français à la forme (punk) rock en France. Asphalt Jungle participera d'ailleurs à la seconde édition du Festival punk de Mont-de-Marsan en 1977.
Le single Poly Magoo, produit en 1978 par Michel Zacha, comme crédité au dos de la pochette, à la fois mélodique et sonore, est considéré comme un des meilleurs exemples de la scène punk française de l'époque, voire comme un monument du rock français. Le groupe se dissout en 1979.

## Discographie

### Singles
- 1977 : Deconnection / Asphalt Jungle Face B : Never Mind O.D. / No Escape
- 1977 : Planté comme un privé / Purple Heart
- 1978 : Poly Magoo / Love Lane

### Compilation
- 1978 : Money (de Berry Gordy) dans Skydog commando chez Skydog records